# Anjali Bhimani
Anjali Bhimani (Cleveland, Ohio; 30 de agosto de 1974) es una actriz estadounidense. Es conocida por poner la voz a Symmetra en el videojuego Overwatch y a Rampart en el videojuego Apex Legends.

## Primeros años
Bhimani nació en Cleveland, Ohio, la hija de los médicos Ela y Bharat Bhimani. Es de ascendencia india y creció en Orange County, California. Estudió en la Northwestern University.

## Carrera

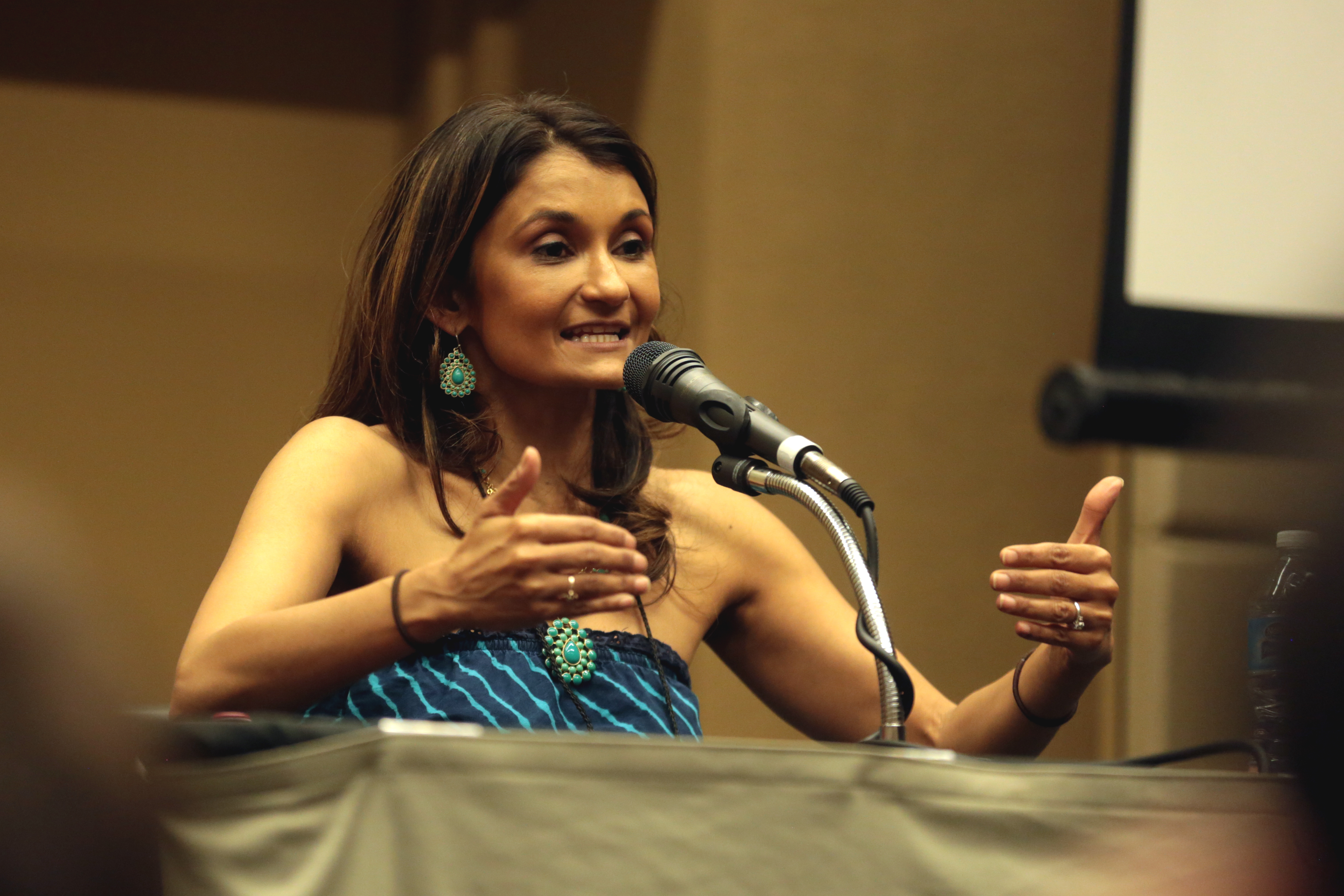
Bhimani en agosto de 2017

La larga colaboración de Bhimani con Mary Zimmerman comenzó en 1997, cuando apareció como princesa india en El espejo del mundo invisible, adaptación de la epopeya persa del siglo XII Haft Peykar. Interpretó al personaje mitológico griego Mirra en el estreno mundial de Metamorphoses dirigido por Zimmerman y producido por Lookingglass Theatre Company en 1998 y su estreno Off-Broadway en el Second Stage Theatre en 2001. El crítico teatral Albert Williams, en su reseña para el Chicago Reader, calificó a Bhimani de "impresionante bailarina". Debutó en Broadway cuando Metamorphoses se estrenó en el Circle in the Square Theatre (2002).

En 2004, Bhimani se convirtió en suplente de los personajes de Ayesha Dharker y Madhur Jaffrey en el musical de Andrew Lloyd Webber Bombay Dreams. Durante la producción de la obra en The Broadway Theatre, Dharker abandonó la obra y Bhimani se hizo cargo de su papel. Apareció como El Gorrión en la ópera checa Brundibár (2006). Quake, una obra que Bhimani coprodujo y codirigió, se estrenó en el First Look Festival of New Plays de la Open Fist Theatre Company en 2011. Para El libro de la selva volvió a formar equipo con Zimmerman e interpretó el papel de madre lobo en su producción del Goodman Theatre de 2013.
Bhimani ha aparecido en series de televisión como All My Children, Law & Order: Special Victims Unit, The Sopranos, Journeymam, Shark, Flight of the Conchords], y Modern Family].  Puso la voz al personaje Symmetra en el videojuego de shooter en primera persona Overwatch, y compartió el premio Behind the Voice Actors 2016 al mejor conjunto vocal en un videojuego con sus co-actores de voz para el juego. En 2021, participó como invitada en Exandria Unlimited, un spinoff de la serie web Critical Role.